# The 8:15 from Manchester
The 8:15 from Manchester war eine Kinderprogrammserie auf BBC One, die im Sommer 1990 statt Going Live! samstags ab 8:15 Uhr aus Manchester ausgestrahlt wurde. Erstausstrahlung der ersten Folge war am 21. April 1990 um 8:15 Uhr britischer Zeit. Im Zentrum des Narrativs standen die Begebenheiten rund um den 8:15-Uhr-Zug von Manchester Piccadilly nach London Euston. Vor Ende der zweiten Staffel wurde die Serie abgesetzt.
Die Serie wurde aus den BBC-Studios in Manchester gesendet und in der ersten Staffel von Ross King und Charlotte Hindle präsentiert. Erstausstrahlung der ersten Folge war am 21. April 1990. Die zweite Staffel wurde ab 20. April 1991 ausgestrahlt; Dianne Oxberry stieß dann zum Moderatorenteam. Die Inspiral Carpets spielten die Erkennungsmelodie ein.
The 8:15 from Manchester war ein Potpourri aus Quiz, Musik, Interviews und leichter Unterhaltung inklusive Cartoons.

## The Wetter the Better
Das Quizsegment The Wetter The Better (deutsch Je nasser desto besser), wurde im Sandcastle Water Park in Blackpool gefilmt. Zwei Schulteams, bestehend aus jeweils einem Lehrkörper und drei Schülern, traten gegeneinander in vier Runden an:
In der ersten Runde saßen die Schüler und Schülerinnen im Neoprenanzug über einem Schwimmbad und beantworteten drei Fragen, um Punkte zu erzielen. Wer keine korrekte Antwort gab, wurde ins Wasser geworfen. Wenn alle drei Fragen richtig beantwortet wurden, fragte Ross King das Publikum Save or soak? (deutsch „Retten oder eintunken?“) Ross führte danach die von ihm gefühlte Publikumsmehrheit aus.
In der zweiten Runde erhielten die Teams ein Quietscheentchen pro Punkt. Sie wurden auf einem Podium platziert und von den jeweiligen Lehrern im American-Football-Outfit gegen Schwammwürfe der Schüler des gegnerischen Teams verteidigt, die innerhalb von 30 Sekunden versuchten, die Plastikenten vom Podium runterzuwerfen. Die verbliebenen Enten waren die Startpunkte für Runde 3, in der die Schüler weitere Punkte in Zeitspielen gewinnen konnten.
In Runde vier wurden Allgemeinwissenfragen gestellt, die nach einem Buzzer beantwortet werden konnten. Die Anzahl der gewonnenen Punkte erhöhte das Niveau der Wassertanks, die über den Lehrkörpern aufgestellt waren und am Ende der Show über ihnen ausgekippt wurden.
Dieses Segment wurde später für eine Staffel als eigenständige Show ausgekoppelt und auf BBC 2 gesendet.

## Belege
1. ↑  https://genome.ch.bbc.co.uk/723c54f20d9d47459455c2fc56aa96f6
2. ↑  The Wetter the Better. In: ukgameshows.com. Abgerufen am 12. Januar 2019 (englisch).